# Pont-de-l’Arche
Pont-de-l’Arche – miejscowość i gmina we Francji, w regionie Normandia, w departamencie Eure. Przez miejscowość przepływa Sekwana.
Według danych na rok 1990 gminę zamieszkiwały 3022 osoby, a gęstość zaludnienia wynosiła 323 osoby/km² (wśród 1421 gmin Górnej Normandii Pont-de-l’Arche plasuje się na 77 miejscu pod względem liczby ludności, natomiast pod względem powierzchni na miejscu 385).